# جان بورنس
جان بورنس (بالإنجليزية: Jean Burns)‏ هي طيارة أسترالية، ولدت في 1 ديسمبر 1919 في برانزويك الشرقية ‏ في أستراليا.